# Paternae charitatis
Paternae charitatis oder Paternae charitatis studium ist eine päpstliche Bulle von Papst Pius VII., die 16. Februar 1820 veröffentlicht wurde. In dem Dokument wurde die Kirchenbezirke des lombardischen Teils des Königreichs Lombardo-Venetien im Kaisertum Österreich neu geordnet. Der Titel bedeutet Väterliche Nächstenliebe.

## Entscheidungen
Das päpstliche Dokument enthält folgende Bestimmungen:
- Der Papst erinnert zunächst daran, dass am 1. Mai 1818 mit der päpstlichen Bulle De salute Dominici gregis die Gebiete der Teilkirchen des venezianischen Teils des lombardisch-venezianischen Königreichs neu strukturiert worden waren und alle einer einzigen, der Kirchenprovinz Venedig, unterstellt worden waren.
- Ebenso wurden alle lombardischen Diözesen zu einer einzigen Kirchenprovinz, der von Mailand, zusammengefasst. Aus diesem Grund wurden das Bistum Pavia, das bis dahin unmittelbar dem Heiligen Stuhl unterstellt war, und das Bistum Mantua, das dem Erzbistum Ferrara als Suffraganbistum unterstellt war, Teile der ambrosianischen Kirchenprovinz. Es wurde jedoch zugestanden, dass die Suffraganität von Pavia erst mit dem Tod des amtierenden Bischofs Paolo Lamberto D’Allègre am 6. Oktober 1821 begann. Somit umfasste die ambrosianische Kirchenprovinz sieben Suffragandiözesen: Bergamo, Brescia, Como, Cremona, Lodi, Pavia und Mantua. Das Bistum Crema blieb bis 1835 ein Suffragandiözese des Erzbistums Bologna.
- Die den Bischöfen von Pavia von Papst Benedikt XIV. am 15. Februar 1743 mit der Bulle Ad supremam equidem gewährte Möglichkeit, ihrem Titel den des Erzbischofs von Amasea hinzuzufügen, wurde aufgehoben.
- Die Bulle legte dann die Grenzen der lombardischen Diözesen, insbesondere der südlichen, neu fest, sodass die Diözesangebiete mit den Grenzen des lombardisch-venezianischen Königreichs übereinstimmten; von dieser Neufestlegung der Grenzen waren auch die Diözesen der Emilia am rechten Ufer des Po betroffen.
- Schließlich wurde Karl Kajetan von Gaisruck, Erzbischof von Mailand, zum Vollstrecker der päpstlichen Bulle und Beschlüsse ernannt.

Die königliche Genehmigung für die Bulle erfolgte am 13. Juni 1820 in Wien.

## Territoriale Veränderungen

### Erzdiözese Mailand
Zunächst wurden zwei seit Jahrhunderten bestehende Jurisdiktionsfragen geklärt, die das Erzbistum Mailand betrafen. Die erste betraf die Pfarrei Sesto Calende im nördlichen Mailand, die zumindest seit dem 13. Jahrhundert der Jurisdiktion der Bischöfe von Pavia unterstand; die Bulle legte ihre endgültige Übertragung an den Mailänder Bischofssitz fest. Dieselbe Bulle beschloss die Übertragung des Erzpriestertums von Cusani am Ufer des Po von Mailand an das Bistum Piacenza.

### Diözese Pavia
Das Bistum Pavia erfuhr zahlreiche territoriale Anpassungen. Außer Sesto Calende verlor es auch die Pfarrei Santi Nazario e Celso di Pagazzano, die an das Bistum Bergamo abgetreten wurde.
Anschließend wurden die Grenzen zum Bistum Lodi neu gezogen, an das Pavia die Pfarreien Crespiatica, Dovera, Postino, Roncadello und Gugnano abtrat.
Schließlich wurden die Grenzen zum Bistum Piacenza neu gezogen, um sie mit den bürgerlichen Grenzen in Einklang zu bringen. An Piacenza trat Pavia die Pfarrei Revigozzo, die Pfarreien San Bernardino, Leggio, Cogno San Bassano, Groppoducale, Bramaiano, Rigolo, alle Ortsteile von Bettola und die Pfarrei Pievetta ab. Als Gegenleistung erwarb das Bistum Pavia von Piacenza die Pfarrei Monticelli und Teile der Pfarrei Isolone di Veratto.

### Diözese Lodi
Das Bistum Lodi erfuhr neben den Pfarreien, die es vom Sitz Pavia erhielt, durch einen Austausch von Pfarreien und Gebieten mit dem Bistum Piacenza eine Veränderung seiner südlichen Grenzen. Die zur Pfarrei Castelnuovo Bocca d’Adda gehörenden Ortsteile Zerbio und Bosco Vigliemme sowie die zur Pfarrei Corno Giovine gehörenden Ortsteile Mortizza und Gargatano wurden an letzteres abgetreten. Im Austausch erhielt es von Piacenza die Pfarreien Guardamiglio, San Rocco, Menuta, Fombio, Mezzana, Caselle sowie Teile der Pfarreien Boschi del Botto, Isola del Po, Mezzanone und Isola Cornazzani.

### Diözese Cremona
Das Bistum Cremona erwarb mehrere Pfarreien von den Bistümern Parma und Borgo San Donnino: vom ersten die Pfarrei San Nicola di Torricella del Pizzo und Teile der Pfarrei San Donnino am selben Ort; vom zweiten die Pfarreien Brancere, Bosco Parmigiano, Stagno, Pieve, Ottoville, Zibello und Castelletto.

### Diözese Mantua
Die Diözese Mantua erweiterte sich um eine Reihe von Pfarreien und Gebieten, die zwar auf dem Gebiet Mantuas lagen, aber zur Diözese Reggio Emilia gehörten. Dabei handelte es sich um die Pfarreien Pegognaga, Moglia, Rolo, Palidano, Gonzaga, Bondeno, Bondanello und Cizzolo sowie kleinere Teile anderer Ortschaften.

### Diözese Bergamo
Die einzige territoriale Änderung, die das Bistum Bergamo betraf, war der Erwerb der Pfarrei der Heiligen Nazario und Celso von Pagazzano vom Bistum Pavia.